# اكيمبور
اكيمبور رمزها «LA» (بالإنجليزية: Lakhimpur)‏ ، هو تقسيم إداري لدولة الهند تتبع ولاية أسام (بالإنجليزية: Assam)‏ ، مركزها هو مدينة اكيمبور (بالإنجليزية: Lakhimpur)‏ عدد سكانها حسب تعداد سنة 2001 هو 889,325 ، مساحتها 2,277 كم² وكثافة السكان 391 لكل كم² .